# Saint-Sernin-du-Bois
Pour les articles homonymes, voir Saint-Sernin.
Saint-Sernin-du-Bois est une commune française située dans le département de Saône-et-Loire, en région Bourgogne-Franche-Comté. Elle est labellisée Cité de Caractère de Bourgogne Franche-Comté depuis 2019.

## Géographie

### Climat
Pour des articles plus généraux, voir Climat de la Bourgogne-Franche-Comté et Climat de Saône-et-Loire.
En 2010, le climat de la commune est de type climat océanique dégradé des plaines du Centre et du Nord, selon une étude du Centre national de la recherche scientifique s'appuyant sur une série de données couvrant la période 1971-2000. En 2020, Météo-France publie une typologie des climats de la France métropolitaine dans laquelle la commune est exposée à un climat océanique altéré et est dans la région climatique Lorraine, plateau de Langres, Morvan, caractérisée par un hiver rude (1,5 °C), des vents modérés et des brouillards fréquents en automne et hiver.
Pour la période 1971-2000, la température annuelle moyenne est de 9,8 °C, avec une amplitude thermique annuelle de 16,9 °C. Le cumul annuel moyen de précipitations est de 1 022 mm, avec 12,9 jours de précipitations en janvier et 7,7 jours en juillet. Pour la période 1991-2020, la température moyenne annuelle observée sur la station météorologique de Météo-France la plus proche, « Saint-Symphorien de Marmagne », sur la commune de Saint-Symphorien-de-Marmagne à 8 km à vol d'oiseau, est de 11,1 °C et le cumul annuel moyen de précipitations est de 974,4 mm. 
La température maximale relevée sur cette station est de 42 °C, atteinte le 18 juillet 1964 ; la température minimale est de −22 °C, atteinte le 16 janvier 1985,,.
Les paramètres climatiques de la commune ont été estimés pour le milieu du siècle (2041-2070) selon différents scénarios d'émission de gaz à effet de serre à partir des nouvelles projections climatiques de référence DRIAS-2020. Ils sont consultables sur un site dédié publié par Météo-France en novembre 2022.

## Urbanisme

### Typologie
Au 1er janvier 2024, Saint-Sernin-du-Bois est catégorisée commune rurale à habitat dispersé, selon la nouvelle grille communale de densité à sept niveaux définie par l'Insee en 2022.
Elle appartient à l'unité urbaine du Creusot, une agglomération intra-départementale regroupant six  communes, dont elle est une commune de la banlieue,,. Par ailleurs la commune fait partie de l'aire d'attraction du Creusot, dont elle est une commune de la couronne,. Cette aire, qui regroupe 22 communes, est catégorisée dans les aires de moins de 50 000 habitants,.

### Occupation des sols
L'occupation des sols de la commune, telle qu'elle ressort de la base de données européenne d’occupation biophysique des sols Corine Land Cover (CLC), est marquée par l'importance des forêts et milieux semi-naturels (48,8 % en 2018), une proportion sensiblement équivalente à celle de 1990 (49,1 %). La répartition détaillée en 2018 est la suivante : forêts (48,7 %), prairies (24,5 %), zones urbanisées (15,2 %), zones agricoles hétérogènes (9,6 %), eaux continentales (2 %), milieux à végétation arbustive et/ou herbacée (0,1 %). L'évolution de l’occupation des sols de la commune et de ses infrastructures peut être observée sur les différentes représentations cartographiques du territoire : la carte de Cassini (XVIIIe siècle), la carte d'état-major (1820-1866) et les cartes ou photos aériennes de l'IGN pour la période actuelle (1950 à aujourd'hui).

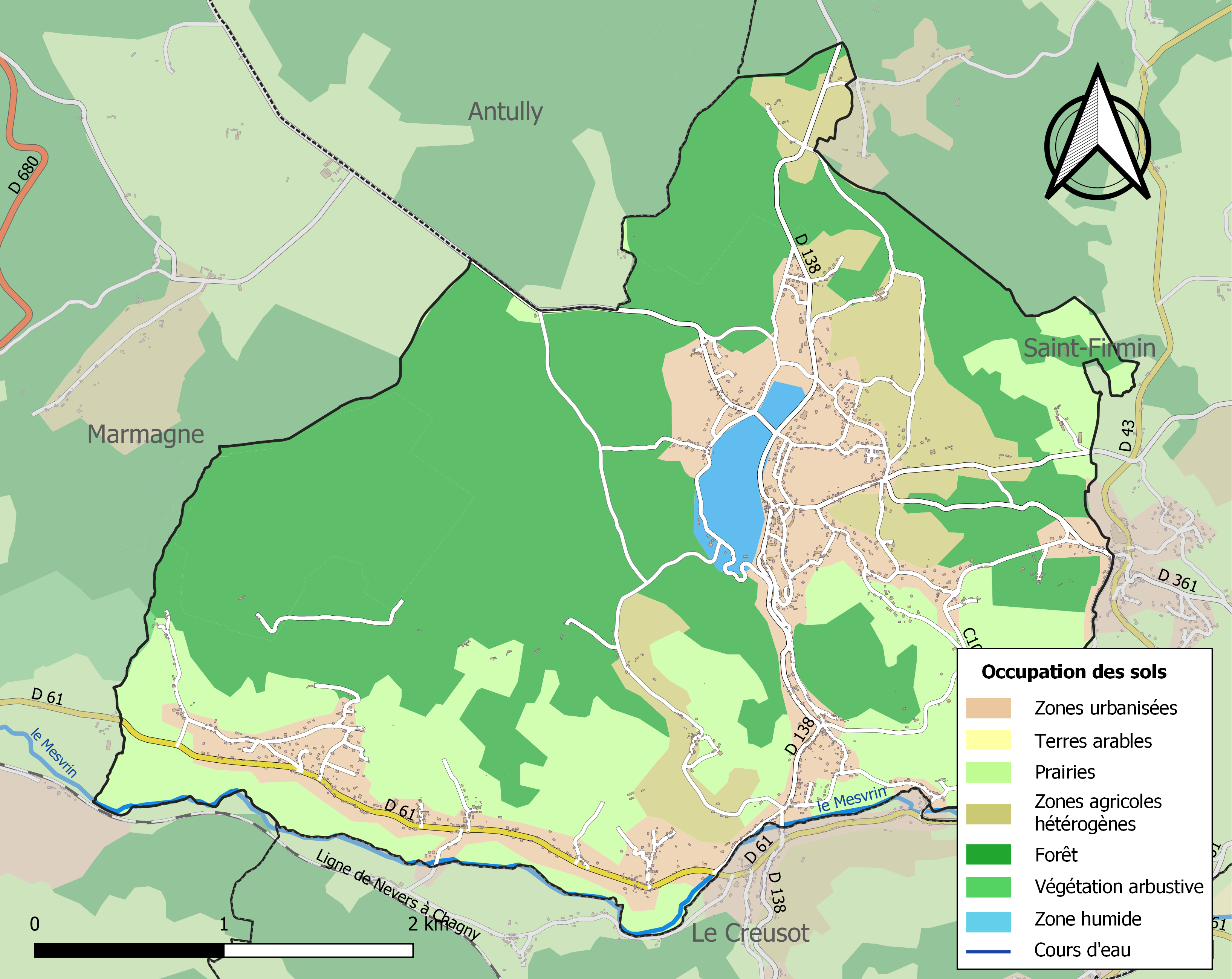
Carte des infrastructures et de l'occupation des sols de la commune en 2018 (CLC).

## Histoire
Nombreuses légendes faisant référence à des saints guérisseurs et à des sources miraculeuses : saint Freluchot, saint Plotot (comprendre : Protais). La fontaine de Saint-Plotot était réputée guérir les enfants attardés ainsi que de la stérilité (pèlerinages les vendredis seulement, avant le lever du soleil, à répéter trois fois).

## Politique et administration

### Liste des maires
| Période                                  | Période   | Identité            | Étiquette | Qualité                         |
| ---------------------------------------- | --------- | ------------------- | --------- | ------------------------------- |
| 1944                                     | 1947      | Morain Louis        | SE        | Maire                           |
| 1947                                     | mai 1953  | Bouillet Ernest     | SE        | Maire                           |
| mai 1953                                 | mars 1971 | Boyer Pierre        | PCF       | Maire                           |
| mars 1971                                | mars 2001 | Simonin Joseph      | PCF       | Maire                           |
| mars 2001                                | 2020      | Hippolyte Jean-Marc | PS        | Maire, conseiller départemental |
| 2020                                     | en cours  | Fallourd Pascale    | DVG       | Maire                           |
| Les données manquantes sont à compléter. |           |                     |           |                                 |

## Démographie
L'évolution du nombre d'habitants est connue à travers les recensements de la population effectués dans la commune depuis 1793. Pour les communes de moins de 10 000 habitants, une enquête de recensement portant sur toute la population est réalisée tous les cinq ans, les populations de référence des années intermédiaires étant quant à elles estimées par interpolation ou extrapolation. Pour la commune, le premier recensement exhaustif entrant dans le cadre du nouveau dispositif a été réalisé en 2008.

En 2022, la commune comptait 1 729 habitants, en évolution de −6,44 % par rapport à 2016 (Saône-et-Loire : −1,06 %, France hors Mayotte : +2,11 %).
| 1793 | 1800 | 1806 | 1821 | 1831  | 1836  | 1841  | 1846  | 1851  |
| ---- | ---- | ---- | ---- | ----- | ----- | ----- | ----- | ----- |
| 767  | 706  | 967  | 981  | 1 055 | 1 102 | 1 238 | 1 373 | 1 505 |

| 1856  | 1861  | 1866  | 1872  | 1876  | 1881  | 1886  | 1891  | 1896  |
| ----- | ----- | ----- | ----- | ----- | ----- | ----- | ----- | ----- |
| 1 580 | 1 727 | 1 504 | 1 604 | 1 686 | 1 709 | 1 760 | 1 749 | 1 804 |

| 1901  | 1906  | 1911  | 1921  | 1926  | 1931  | 1936  | 1946  | 1954  |
| ----- | ----- | ----- | ----- | ----- | ----- | ----- | ----- | ----- |
| 1 703 | 1 765 | 1 864 | 1 713 | 1 542 | 1 380 | 1 258 | 1 288 | 1 265 |

| 1962  | 1968  | 1975  | 1982  | 1990  | 1999  | 2006  | 2008  | 2013  |
| ----- | ----- | ----- | ----- | ----- | ----- | ----- | ----- | ----- |
| 1 223 | 1 114 | 1 232 | 1 646 | 1 855 | 1 720 | 1 774 | 1 789 | 1 864 |

| 2018  | 2022  | - | - | - | - | - | - | - |
| ----- | ----- | - | - | - | - | - | - | - |
| 1 775 | 1 729 | - | - | - | - | - | - | - |

## Culture locale et patrimoine

### Lieux et monuments
- L'église, comprise au sein de bâtiments ayant appartenu jadis à un ancien prieuré. Son chœur est roman (XIIe siècle) et son transept, avec croisée portant le clocher, du XIIIe siècle. La nef, précédée d'un narthex – construit aux frais de l'abbé Jean-Baptiste-Augustin de Salignac-Fénelon –, a été reconstruite en 1767[19].et Baptême du Christ). Restauration du XXIe siècle : les statues du XVIIIe siècle, retables et autels des chapelles latérales sont restaurés et les bancs de la nef sont refaits à l'identique. Le clocher orné d'un coq, quant à lui, a été reconstruit tel qu'il était avec des tuiles en bois (tavaillons) et béni en 2018 par le père F. Dumas, curé de la paroisse Saint-Joseph Ouvrier[20].
- Les bâtiments de l'ancien prieuré de Saint-Sernin-du-Bois (fondé sous saint Colomban), qui fut rattaché en 1280 au prieuré de Saint-Christophe-en-Bresse (bâtiments dans lesquels est installée la mairie)[21]. De ces bâtiments subsiste, notamment, un imposant donjon, élevé en 1356, dont les murs ont deux mètres d'épaisseur et qui comprenait cinq étages desservis par un large escalier[22].
- De nombreuses croix, dont la très ancienne croix Fichot qui donna son nom à l'unique maison forestière de l'O.N.F.
- Le barrage de Saint-Sernin-du-Bois, qui a donné naissance au lac bordant le village ; il a été construit pour alimenter la ville du Creusot, à six kilomètres, et les usines Schneider situées au centre-ville.
- Au hameau de Gamay : ancien oratoire dédié aux saints Gervais et Protais, localement dénommés Ploto et Fréluchot, jadis lieu de pèlerinage destiné à obtenir la guérison des « enfants noués »[23].

### Personnalités liées à la commune
- L'abbé Jean-Baptiste-Augustin de Salignac-Fénelon, né en 1714, dernier prieur du prieuré de Saint-Sernin-du-Bois (dans lequel il se dépensa particulièrement, améliorant les conditions de vie de ses religieux et augmentant leurs ressources), guillotiné en 1794[24].
- Claude Nectoux (1860-1929), homme politique né à Saint-Sernin-du-Bois, député de la Seine de 1909 à 1924.

### Héraldique
| Blason du Creusot | Blason d'azur à la tour du lieu d'or, ouverte et ajourée de sable, au chef d'argent chargé d'une croisette tréflée de gueules. |

## Pour approfondir